# Макеева, Наталья Александровна
Наталья Александровна Макеева (род. 21 апреля 1979, Химки, Московская область) — российская фехтовальщица, трёхкратная чемпионка Европы и двукратная чемпионка мира в командных соревнованиях по фехтованию на саблях. Заслуженный мастер спорта России (2003).

## Биография
Наталья Макеева родилась 21 апреля 1979 года в Сходне. В возрасте 9 лет начала заниматься фехтованием на рапирах у Геннадия Бобока. В дальнейшем в качестве своей специализации выбрала фехтование на саблях и продолжила тренироваться под руководством Вячеслава Бобока.
В 2001 году закончила Российскую государственную академию физической культуры.
С конца 1990-х до середины 2000-х годов входила в сборную России, в составе которой становилась двукратной чемпионкой мира и трёхкратной чемпионкой Европы в командных соревнованиях. В 1999 и 2003 годах ей также удавалось завоевать награды чемпионатов Европы в личном зачёте.
После завершения своей спортивной карьеры работает ответственным секретарём Федерации фехтования Московской области.